# Верисимо, Лукас
Лу́кас Вери́симо да Си́лва (порт.-браз. Lucas Veríssimo da Silva; 7 июля 1995, Жундиаи) — бразильский футболист, центральный защитник. Игрок клуба «Бенфика», на правах аренды выступающий за «Коринтианс».

## Карьера
Лукас Верисимо родился в городе Жундиаи. Там же он начал заниматься футболом, играя в мини-футбол. Когда ему было 11 лет, он, вместе с семьёй, переехал в город Гуаимбе. В этом городе он стал играть в Учебном центре «Жозе-Бонифасиу». В этот центр приглашали игроков со всей Бразилии, и эти футболисты платили деньги за возможность там тренироваться. Верисимо, однако, денег не платил. Но условия содержания ему там не нравились: 
Еда была плохой. Я ел барбекю из говяжьего сердца или рис с колбасой, когда он был. Однажды, когда я хотел есть, я взял рис, положил его на тарелку, но он выглядел хуже того, который дают животным в пищу. Я думаю, что рис оставался открытым [при хранении] и испортился. Было множество дней, когда я ложился спать голодным. Для сна мы были вынуждены приспособить гардероб в качестве спальни. Мы поставили несколько двухъярусных кроватей, и я спал рядом с писсуаром. Это было очень плохим временем. Моя мать пошла работать на ферму, где получала 50 реалов, чтобы мы могли поесть получше. Я вернулся домой и сказал родителям, что перестану играть. Я видел эту жертву своей матери, я видел, как она страдает, и я не хотел, чтобы она проходила через это. Тогда я начал искать работу, чтобы зарабатывать деньги и помогать своей семье.
В январе 2013 года Верисимо, который уже думал заканчивать с футболом, пригласили на просмотр в молодёжный состав «Линенсе». Он прошёл просмотр и первый же день был приглашён в клуб. По словам футболиста, ему сначала никто не поверил. Когда он играл за «Линенсе» в возрастной группе до 17 лет, то стал лучшим бомбардиром команды, забив 7 голов в 12 матчах; при этом Лукас играл на позиции в центре обороны. В 2012 году, после молодёжного Кубка Сан-Паулу, когда Верисимо играл с футболистами 1993 года рождения, будучи единственным игроком на турнире, который появился на свет в 1995 году, его перевели в основной состав команды, предложив контракт. Но на него вышли представители нескольких клубов Бразилии, и Верисимо принял предложение «Сантоса».
Перейдя в «Сантос», Верисимо стал играть за молодёжную команду. Но уже через неделю после перехода он заболел лихорадкой денге, из-за чего неделю не мог встать с постели. После выздоровления, Верисимо тренировался месяц, вслед за чем получил травму голеностопа, из-за чего год не мог полноценно тренироваться. 26 марта 2015 года защитник подписал контракт с Сантосом сроком до 2017 года. 28 ноября футболист впервые попал в состав команды, игравшей встречу с «Васко да Гамой». Но главный тренер команды Доривал Жуниор на поле его не выпустил. 23 января 2016 года Верисимо дебютировал в основном составе «Сантоса» в матче чемпионата штата Сан-Паулу с «Сан-Бернарду» (1:1). 2 марта он продлил контракт с клубом до 2019 года.
После возвращения в состав Давида Браса, который восстановился после травмы, и покупки клубом Луиса Фелипе, Верисимо стал только пятым центральный защитником в команде. 14 сентября он дебютировал серии А, заменив по ходу встречи с «Ботафого» Лукаса Лиму. 16 марта 2017 года Верисимо дебютировал в Кубке Либертадорес против клуба «Стронгест». 4 мая игрок забил первый гол в профессиональной карьере, поразив ворота «Индепендьенте Санта-Фе»  (3:2). 18 июля 2017 года, когда он уже стал твёрдым игроком основного состава, Лукас переподписал контракт с командой на более выгодных условиях до 2022 года; при этом клубу принадлежит 80% прав на футболиста, по 10% принадлежат компаниям MGS Sport и AIRC Sports, по другим данным — 10% прав у самого игрока и 10% у MGS Sport. Защитнику помогли закрепиться в основе травмы Луиса Фелипе и Густаво Энрике. При этом Верисимо смог вытеснить из состава Клебера, которого купили за 7,4 млн реалов.
Зимой 2017 года интерес к Верисимо проявили клубы «Бетис», «Нант», предлагавший 3,5 млн евро, «Штутгарт», «Бенфика», предложившая 4 млн евро, «Сент-Этьен» и «Удинезе». За игрока руководство «Сантоса» просило 8 млн евро. Также им заинтересовался московский «Спартак», предложивший за трансфер защитника от 6 до 8 млн евро. В январе 2018 года комитет по управлению «Сантосом» наложил вето на продажу Лукаса «Спартаку» за 6 млн евро плюс 10 % за последующий трансфер футболиста; бразильская команда хотела получить у российского клуба сумму в 8 млн евро или 7 млн евро плюс 20 % от последующего трансфера защитника. 12 января президент «Сантоса» Жозе Карлос Перес заявил, что «Спартак» должен «сделать улучшенный запрос, если они хотят приобрести игрока. Не хотите Верисимо — откажитесь от продолжения переговоров». Любопытно, что в прессе о переходе неоднократно высказывался Тьяго Тавейра, называвший себя агентом футболиста. Но сам Верисимо заявил, что его агентами выступают исключительно Маркос Рибейро из MGS Sport и Апаресидо Инасио из AIRC Sport, а любые другие люди, представлявшиеся агентами Лукаса, являются мошенниками. Последним предложением «Спартака» стала сумма в 8,5 млн евро плюс 5% от перепродажи игрока за сумму до 15 млн и 10%, если сумма превысит 15 млн, но это не устроило «Сантос». После чего российский клуб отказался от покупки защитника в зимнее трансферное окно. По словам агента футболиста Апаресидо Инасио, в августе 2018 года «Зенит» предложил за переход Верисимо 9 млн евро, но бразильский клуб настаивал на 10 млн. Позже Инасио объявил, что сделка не состоялась.
14 января 2021 года Верисимо подписал контракт с португальским клубом «Бенфика». Сумма трансфера составила 6,5 млн евро, при этом сам футболист отказался от 5% суммы трансфера, на которые имел право, ради переезда в европейскую команду. Переход был составлен таким образом, что к новому клубу Лукас присоединится после окончания финала Кубка Либертадорес. Любопытно, что в марте 2020 года «Торино» предложил за трансфер бразильца 10 млн евро, но президент «Сантоса» отказался, заявив, что «это заниженная сумма, учитывая, что мы хотели выручить за него 12 миллионов». 24 января Верисимо сыграл свой сотый матч в чемпионате Бразилии, который стал его последней игрой на стадионе Вила Белмиро переход уходом из клуба. Последний матч за клуб Лукас провёл 30 января, в этой встрече «Сантос» проиграл финал Кубка Либертадорес.
18 февраля 2021 года Верисимо дебютировал в составе команды в матче Лиги Европы против лондонского «Арсенала» (1:1), проведя на поле 85 минут. 8 марта того же года он забил первый мяч за клуб, поразив ворота «Белененсиша». Всего в первом сезоне он провёл 17 матчей и забил 2 гола. 8 ноября 2021 года в матче с «Брагой» Лукас получил тяжелую травму — разрыв передних крестообразных связок и повреждение связок правого колена. Более на поле в том сезоне он не выходил. 26 июля 2023 года Верисимо был арендован клубом «Коринтианс» сроком до лета 2024 года. Причиной аренды стало желание футболиста выходить на поле, которое он потерял после полученной травмы. 19 августа он дебютировал в составе команды в матче с «Крузейро» (1:1).

## Статистика
| Сезон     | Клуб               | Лига     | Чемпионат | Чемпионат | Кубок | Кубок | Кубок Лиги | Кубок Лиги | Континент. | Континент. | Чем. штата | Чем. штата | Всего | Всего |
| Сезон     | Клуб               | Лига     | Игры      | Голы      | Игры  | Голы  | Игры       | Голы       | Игры       | Голы       | Игры       | Голы       | Игры  | Голы  |
| --------- | ------------------ | -------- | --------- | --------- | ----- | ----- | ---------- | ---------- | ---------- | ---------- | ---------- | ---------- | ----- | ----- |
| 2016      | Сантос             | Серия А  | 3         | 0         | 3     | 0     | —          | —          | —          | —          | 13         | 0          | 19    | 0     |
| 2017      | Сантос             | Серия А  | 34        | 0         | 4     | 0     | —          | —          | 9          | 1          | 12         | 0          | 59    | 1     |
| 2018      | Сантос             | Серия А  | 14        | 0         | 2     | 0     | —          | —          | 7          | 1          | 10         | 1          | 33    | 2     |
| 2019      | Сантос             | Серия А  | 33        | 2         | 4     | 0     | —          | —          | 0          | 0          | 2          | 0          | 39    | 2     |
| 2020      | Сантос             | Серия А  | 16        | 1         | 1     | 0     | —          | —          | 11         | 1          | 7          | 0          | 35    | 2     |
| 2020/2021 | Бенфика (Лиссабон) | Примейра | 14        | 2         | 1     | 0     | 0          | 0          | 2          | 0          | —          | —          | 17    | 2     |
| 2021/2022 | Бенфика (Лиссабон) | Примейра | 10        | 3         | 0     | 0     | 1          | 0          | 7          | 0          | —          | —          | 18    | 3     |
| 2022/2023 | Бенфика (Лиссабон) | Примейра | 2         | 0         | 0     | 0     | 0          | 0          | 0          | 0          | —          | —          | 2     | 0     |
| 2023      | Коринтианс         | Серия А  | 8         | 1         | 0     | 0     | —          | —          | 3          | 0          | 0          | 0          | 11    | 1     |

## Международная карьера
В августе 2021 года Верисимо был вызван в состав сборной Бразилии. 3 сентября он впервые попал в заявку на команды на матч с Чили, а 10 сентября вышел на поле во встрече квалификации чемпионата мира со сборной Перу

## Международная статистика
| Матчи Лукаса Верисимо за сборную Бразилии | Матчи Лукаса Верисимо за сборную Бразилии | Матчи Лукаса Верисимо за сборную Бразилии | Матчи Лукаса Верисимо за сборную Бразилии | Матчи Лукаса Верисимо за сборную Бразилии | Матчи Лукаса Верисимо за сборную Бразилии | Матчи Лукаса Верисимо за сборную Бразилии |
| ----------------------------------------- | ----------------------------------------- | ----------------------------------------- | ----------------------------------------- | ----------------------------------------- | ----------------------------------------- | ----------------------------------------- |
| №                                         | Дата                                      | Место проведения                          | Оппонент                                  | Счёт                                      | Голы                                      | Турнир                                    |
| 1                                         | 10 сентября 2021                          | Ресифи                                    | Перу                                      | 2:0                                       | —                                         | Квалификация чемпионата мира              |
| 2                                         | 15 октября 2021                           | Манаус                                    | Уругвай                                   | 4:1                                       | —                                         | Квалификация чемпионата мира              |

## Достижения
Командные
- Чемпион штата Сан-Паулу (1): 2016
- Вице-чемпион Бразилии (2): 2016, 2019
- Финалист Кубка Либертадорес: 2020

«Бенфика»
- Чемпион Португалии: 2022/23

Личные
- Обладатель «Серебряного мяча» Бразилии (1): 2019
- Член Символической сборной года Южной Америки: 2020